# Урок истории (фильм)
«Уро́к исто́рии» — советский художественный фильм, снятый совместно с кинематографистами Народной Республики Болгария.
Премьера: 26 февраля 1957 года в Москве, 25 мая 1957 года — в Софии.

## Сюжет
1933 год. Георгий Димитров приезжает в Берлин, чтобы установить связи с находящимися там болгарскими коммунистами. Нацистские руководители прилагают все усилия, чтобы сломить сопротивление коммунистов. Геринг задумывает провокацию: во время поджога Рейхстага его человека должны поймать с билетом члена компартии. Рейхстаг в огне, провокатор Ван дер Люббе и депутат Рейхстага Торглер арестованы. Начинаются массовые репрессии против коммунистов. В руки нацистского суда попадает и Димитров. Однако в зале суда рабочие, в числе которых Генрих Ланге, доказывают надуманность обвинения. Национал-социалисты вынуждены оправдать Димитрова. Советское правительство предоставляет ему право политического убежища.

## В ролях
- Стефан Савов — Георгий Димитров
- Цветана Арнаудова — Парашкева Димитрова
- Иван Тонев — Стефчо Димитров, младший брат Георгия
- Велта Лине — Ильза Ланге
- Геннадий Юдин — Генрих Ланге, рабочий-коммунист
- Боря Бурляев — Вилли Ланге
- Аполлон Ячницкий — Адольф Гитлер
- Юрий Аверин — Герман Геринг
- Эдуард Багаров — Йозеф Геббельс
- Пётр Берёзов — Генрих Гиммлер
- Николай Волков — граф Вольф Гельдорф
- Георгий Калоянчев — Маринус ван дер Люббе, поджигатель Рейхстага
- Константин Нассонов — Эрнст Тельман
- Янис Осис — Бюнгер, председатель суда
- Иван Соловьёв — Фогт, следователь
- Евгений Кузнецов — Вернер, прокурор
- Андрей Файт — Зак, защитник
- Владимир Яковлев — Хельмер, официант
- Сергей Ценин — немецкий банкир
- Харий Авенс — немецкий рабочий (нет в титрах)
- Вячеслав Гостинский — шарфюрер (нет в титрах)
- Владимир Кириллин — секретарь суда (нет в титрах)
- Виктор Кулаков — Карванэ, депутат рейхстага (нет в титрах)
- Валентин Кулик — Скрамовиц, начальник охраны Геринга (нет в титрах)
- Евгений Тетерин — Макс, подпольщик (нет в титрах)
- Борис Терентьев — подпольщик (нет в титрах)
- Владимир Цоппи — член суда (нет в титрах)
- Пётр Репнин — посетитель в ресторане (нет в титрах)

## Съёмочная группа
- Режиссёр — Лео Арнштам, Христо Писков, Михаил Ромм
- Сценарист — Лео Арнштам
- Операторы — Иоланда Чен, Александр Шеленков
- Композитор — Кара-Караев
- Художники: Алексей Пархоменко, Александр Грозев